# Маяк Чесменский
Маяк Чесменский — населённый пункт в Приморском районе Архангельской области. Входит в состав Пертоминского сельского поселения.

## География
Населённый пункт находится на наиболее высоком месте Онежского полуострова на берегу Онежской губы Белого моря. Административный центр поселения посёлок Пертоминск находится в 90 км (по прямой) к востоку. Ближайший населённый пункт поселок Пушлахта (10 км к северу).

### Климат
Климат умеренно-континентальный, морской с продолжительной зимой и коротким прохладным летом.
Зима длинная (до 250 дней) и холодная, с температурой воздуха до минус 26 градусов С° и сильными ветрами. Средняя температура января — 15 градусов. Лето прохладное, средняя температура июля + 16 градусов тепла. Осадков от 400 до 600 мм в год. В среднем за год около 27 % всех осадков выпадает в виде снега, 55 % — в виде дождя и 12 % приходится на мокрый снег и снег с дождем. Характерна частая смена воздушных масс, поступающих из Арктики и средних широт. Погода крайне неустойчива. Длина светового дня колеблется от 3 часов 30 минут (22 декабря) до 21 часа 40 минут (22 июня).

### Часовой пояс
Населённый пункт Маяк Чесменский, как и вся Архангельская область, находится в часовой зоне МСК (московское время). Смещение применяемого времени относительно UTC составляет +3:00.

## Население
| 2002 | 2010 | 2012 |
| ---- | ---- | ---- |
| 0    | →0   | ↗2   |

## Чесменский маяк
Строение башни маяка, высотой 20 м, было окончено в 1899 году. Наименование присвоено в честь Чесменского сражения (1770).
Свет маяка определен на высоте 38 м над уровнем моря.